# Slagsmålsklubben
Slagsmålsklubben, ibland förkortat SMK, var en svensk elektro- och syntpopgrupp.

## Historia
Slagsmålsklubben bildades 2 november 2000 och namnet är en fri översättning av titeln till den amerikanska boken av Chuck Palahniuk och sedermera filmen Fight Club, regisserad av David Fincher. De driver det egna skivbolaget Djur and Mir. SMK grundades av Joakim "Beebop" Nybom, Joni Mälkki och Björn Anders Nilsson när de en dag skulle repa med det gemensamma kastrullbandet The Solbrillers. Den fjärde medlemmen, tillika sångare, dök aldrig upp och för att förströ sig prövade de övriga att koppla in Mälkkis gamla leksaks-synthesizer i en gitarrförstärkare. Det distade lofi-soundet som sedan strömmade ur den föll pojkarna så pass mycket i smaken att de genast färdigställde bandets första låt, K K K K K Come On. 
När SMK besökte Emmabodafestivalen år 2002 träffade de Frej Larsson som togs med för att rappa på några av låtarna, och från 2003 blev medlem. Kim Nilsson, den sjätte och sista medlemmen i bandet, tillkom 2004.
Slagsmålsklubben har tillsammans med 50 Hertz och Häxor och porr gjort en remix av Björks låt Army of Me som finns med på en skiva med samma namn. Låten blev i deras händer "Army of Djur".
Den 11 april 2007 kom deras tredje album, Boss For Leader (denna gång av EMI, på underetiketten Dolores Recordings)  istället för Djur and Mir). Skivan nådde #3 på listan över de mest sålda albumen i Sverige den månaden.
Tillsammans med Style of Eye gav man år 2010 ur låten "Homeless" på skivbolaget Fool's Gold Records. 2012 användes låten i en reklamfilm för vodkamärket Grey Goose.
Den 4 april 2012 kom gruppens fjärde album "The Garage". Med den skivan har bandet frångått sitt tidigare sound, som delvis genom sina analoga syntljud gav dem stämpeln som "bitpop". The Garage är enligt bandet själva "luffar-techno" med inslag av jazz.

## Medlemmar
- Hannes Stenström
- Joni Mälkki
- Frej Larsson
- Joakim "Beebop" Nybom
- Kim Nilsson
- Björn Anders Nilsson

## Sidoprojekt
- 50 Hertz - startades 2003 och har som mest innefattat 30 medlemmar. Alla i SMK har vid någon tidpunkt gjort något i 50 Hertz.
- Zip'n'Rar - Kim Nilsson och Joakim Nyboms technoprojekt.
- Maskinen - Frej Larsson tillsammans med Afasi
- Jospressen - Kim Nilsson och Björn Anders Nilsson tillsammans med Unni Håkansson och Maya Frössén. Bandet spelar Happy Hardcore och är bland annat inspirerade av Ace of Base.
- Chechen - Frej Larsson tillsammans med Linus Eklow (Style of Eye) och Jonathan Johansson.
- Far & son - Frej Larsson och Simon Gärdenfors hiphopduo. Blev mycket uppmärksammade i samband med Musikhjälpen i SVT, då de ansågs försköna användandet av droger.
- City - Björn Anders Nilsson och Tommi Levin från The High Fives startade detta band under hösten 2008.
- Din Stalker - Hannes Stenströms soloprojekt.
- Offerprästers orkester - Frej Larssons hiphop-projekt startat i Ronneby.
- Hundhimlen - Joni Mälkki och Tommi Levin från The High Fives spelar elektronisk pop.

## Diskografi
- 2001 - Fest i valen, CD-R
- 2002 - Live in Rødby 1991
- 2003 - Hyreshusklossar, 7" vinyl
- 2003 - Den svenske disco, album
- 2004 - Hit me hard, CDM
- 2004 - Den officiella OS-låten, CDM
- 2004 - Sagan om konungens årsinkomst, album
- 2005 - His Morning Promenade, CDM
- 2007 - Malmö Beach Night Party, CDM
- 2007 - Boss for Leader, album
- 2009 - Brutal Weapons, Vinyl
- 2010 - "Homeless", med Style of Eye
- 2012 - The Garage, album
- 2012 - "Jake Blood", CDM
- 2012 - "Snälla TV Plz", CDM